# Uni Records
Uni Records (abreviatura del nombre legal de Universal City Records) fue una discográfica propiedad de la compañía MCA Inc. La marca fue establecida en 1966 por el ejecutivo Ned Tanen y desarrollada por el veterano de la industria musical Russ Regan. Artistas notables en Uni incluyen a Strawberry Alarm Clock, The Foundations, Hugh Masekela, Brian Hyland, Desmond Dekker, Bill Cosby, Elton John, Neil Diamond, Fever Tree y Olivia Newton-John. En 1971, Uni se fusionó con Kapp Records y American Decca Records para formar MCA Records.